# Bromelia laciniosa
Espèce
Synonymes
- Agallostachys laciniosus (Mart. ex Schult. & Schult.f.) K.Koch, 1859[1]

Bromelia laciniosa est une espèce de plantes tropicales de la famille des Bromeliaceae, présentes en Argentine et au Brésil.

## Synonymes
- Agallostachys laciniosus (Mart. ex Schult. & Schult.f.) K.Koch[2] ;

## Distribution
L'espèce se rencontre en Argentine, notamment dans la province de Misiones, et au Brésil.

## Description
L'espèce est hémicryptophyte.

### Bromelia laciniosa
- (en) JSTOR Plants : Bromelia laciniosa  (consulté le 7 août 2014)
- (en) Catalogue of Life : Bromelia laciniosa Mart. ex Schult. & Schult.f. (consulté le 22 décembre 2020)
- (en) World Checklist of Selected Plant Families (WCSP) : Bromelia laciniosa  Mart. ex Schult. & Schult.f. (1830)  (consulté le 7 août 2014)
- (en) The Plant List : Bromelia laciniosa Mart. ex Schult. & Schult.f.  (source : KewGarden WCSP) (consulté le 7 août 2014)
- (en) Tropicos : Bromelia laciniosa Mart. ex Schult. f. (Syn. Bromelia balansae  Mez)  (+ liste sous-taxons) (consulté le 7 août 2014)

### Agallostachys laciniosus
- (en) Catalogue of Life : Agallostachys laciniosus (Mart. ex Schult. & Schult.f.) K.Koch Non Valide (consulté le 7 août 2014)
- (en) World Checklist of Selected Plant Families (WCSP) : Agallostachys laciniosus  (Mart. ex Schult. & Schult.f.) K.Koch (1859) (Nom accepté: Bromelia laciniosa  Mart. ex Schult. & Schult.f. (1830))  Non Valide (consulté le 7 août 2014)
- (en) The Plant List : Agallostachys laciniosus (Mart. ex Schult. & Schult.f.) K.Koch (Nom accepté: Bromelia laciniosa  Mart. ex Schult. & Schult.f.) Non valide  (source : KewGarden WCSP) (consulté le 7 août 2014)
- (en) Tropicos : Agallostachys laciniosus (Mart. ex Schult.f.) K. Koch  (+ liste sous-taxons) (consulté le 7 août 2014)